# Johannes Nicolaisen
Johannes Nicolaisen (egentlig Arne Johannes Nicolaisen, født 27. maj 1921 i Tommerup, død 2. februar 1980 på Frederiksberg) var en dansk etnograf som 1964 blev professor ved Københavns Universitet.
Han blev nysproglig student fra Nyborg studenterkursus i 1941 og begyndte at studere geografi med henblik på at blive etnograf. Efter krigen opholdt han sig i vinteren 1945–46 blandt samiske rensdyrnomader. Efter, at han vendte hjem, skiftede han til det da nyoprettede studium i etnografi under Kaj Birket-Smith på Nationalmuseet.
I 1947 studerede han under et ophold arabiske nomader i Algeriet og disse studier fortsatte i 1950. Studierne skete for små midler; hans transport skete til hest, på æsel eller gående. Nye studier skete i 1952, 1953, 1954-55, 1959 og 1962. På disse rejser, de første foretaget for meget små midler, var Nicolaisen ene blandt tuaregerne; han lærte deres sprog og hjembragte omfattende samlinger etnografika til Nationalmuseet og til det nystiftede Forhistorisk museum i Århus (senere Moesgård).
Nicolaisen var 1961-1980 gift med antropologen Ida Nicolaisen.
Han er begravet på Ordrup kirkegård.

## Forfatterskab
- Johannes Nicolaisen: "Nomadismen i det centrale Algérie. Foreløbig beretning om to rejser og nogle dertil knyttede bemærkninger" (Geografisk Tidsskrift, Bind 50; 1950)
- Johannes Nicolaisen: "Some Aspects of the Problem of Nomadic Cattle Breeding among the Tuareg of the Central Sahara" (Geografisk Tidsskrift, Bind 53; 1954)
- Johannes Nicolaisen: "Political Systems of Pastoral Tuareg in Air and Ahaggar" (Folk. Dansk Etnografisk Tidsskrift. Vol. I. København 1959.)